# Луппиан, Лариса Регинальдовна
Лари́са Регина́льдовна Лу́ппиан (род. 26 января 1953, Ташкент, СССР) — советская и российская актриса театра и кино, народная артистка России (1999).
С 2019 года — Художественный руководитель Театра имени Ленсовета.

## Биография
Родилась 26 января 1953 года в Ташкенте.
Дед преподавал в Ташкенте в военном училище, а бабушка работала гувернанткой у генерала. Мать с Волги, оказалась в Ташкенте в связи с поступлением в медицинский институт. Воспитывала её бабушка-эстонка, которая старалась говорить с ней по-немецки. После расставания родителей Лариса с матерью переехала в город Чирчик. Там она ходила в детский сад, участвовала во всяких новогодних представлениях и даже как-то раз сыграла Снегурочку.
Когда ей исполнилось семь лет, родители опять сошлись, и семья снова оказалась в Ташкенте.
Первый опыт работы в кино получила, когда училась во втором классе — снялась на Ташкентской киностудии в картине «Ты не сирота».
В 1974 году окончила ЛГИТМиК (ныне — РГИСИ; курс И. П. Владимирова) и пришла в Театр имени Ленсовета. В 1986—1988 годах работала в Ленинградском театре имени Ленинского комсомола (с 1991 года — театр «Балтийский дом»), затем вернулась в театр им. Ленсовета.
Вела на телевидении передачу «Театральный бинокль».
Работает в Театре имени Ленсовета, с 21 мая 2019 года — художественный руководитель театра.

### Семья

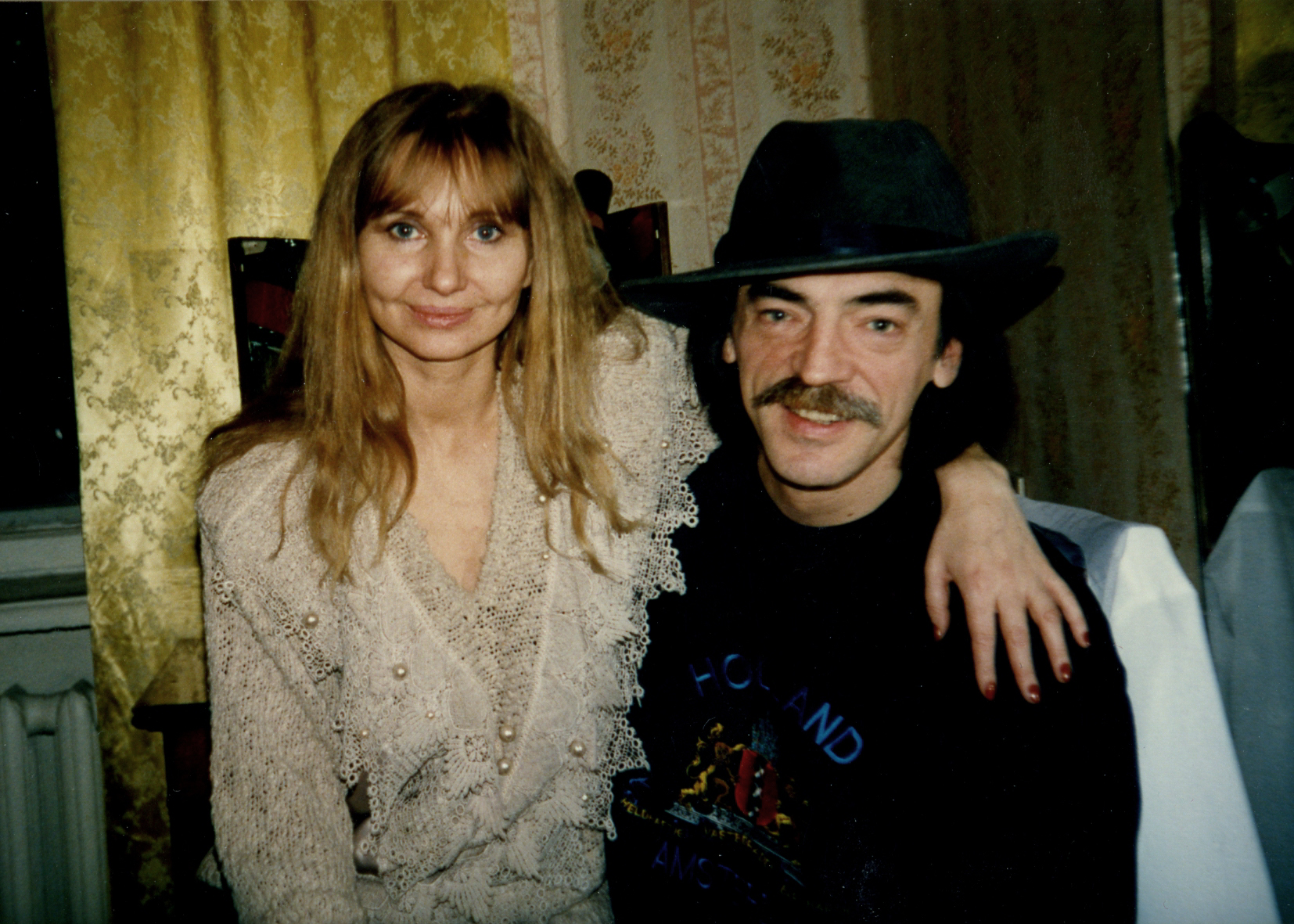
Лариса Луппиан и Михаил Боярский

Фамилия Луппиан имеет латинское происхождение и переводится как «тихий волк».
- Отец — Регинальд Эдуардович Луппиан (1927—2013)[5], (наполовину немец, наполовину эстонец), был наследником дворянского рода и даже имел семейный герб[4].
- Мать — Ольга Николаевна Луппиан (9 марта 1929—2 января 2010)[6], (наполовину русская, наполовину полька), работала врачом-педиатром[7][8].
- Муж (с 1977 года) — Михаил Боярский (род. 1949), актёр, певец, музыкант; народный артист РСФСР (1990).
  - Сын — Сергей Боярский (род. 1980), депутат государственной думы от партии «Единая Россия», музыкант, бизнесмен. Жена (с 1998 года) — Екатерина Сергеевна Боярская (род. 1978). 
    - Внучка — Екатерина Боярская (род. 28.11.1998).
    - Внучка — Александра Боярская (род. 27.05.2008).

  - Дочь — Елизавета Боярская (род. 1985), актриса, заслуженная артистка России (2018). Муж (с 2010 года) — Максим Матвеев (род. 1982), актёр, заслуженный артист РФ (2018). 
    - Внук — Андрей Матвеев (род. 7.04.2012).
    - Внук — Григорий Матвеев (род. 5.12.2018).

|                  |                  |                  |                  |                  |                  |  |  |                   |                   |                   |                   |                   |                   |  |  | Александр Боярский (1885—1937) | Александр Боярский (1885—1937) | Александр Боярский (1885—1937) | Александр Боярский (1885—1937) | Александр Боярский (1885—1937) | Александр Боярский (1885—1937) |  |  | Екатерина Бояновская (1887—1956) | Екатерина Бояновская (1887—1956) | Екатерина Бояновская (1887—1956) | Екатерина Бояновская (1887—1956) | Екатерина Бояновская (1887—1956) | Екатерина Бояновская (1887—1956) |  |  |                                |                                |                                |                                |                                |                                |  |  |                              |                              |                              |                              |                              |                              |
|                  |                  |                  |                  |                  |                  |  |  |                   |                   |                   |                   |                   |                   |  |  | Александр Боярский (1885—1937) | Александр Боярский (1885—1937) | Александр Боярский (1885—1937) | Александр Боярский (1885—1937) | Александр Боярский (1885—1937) | Александр Боярский (1885—1937) |  |  | Екатерина Бояновская (1887—1956) | Екатерина Бояновская (1887—1956) | Екатерина Бояновская (1887—1956) | Екатерина Бояновская (1887—1956) | Екатерина Бояновская (1887—1956) | Екатерина Бояновская (1887—1956) |  |  |                                |                                |                                |                                |                                |                                |  |  |                              |                              |                              |                              |                              |                              |
|                  |                  |                  |                  |                  |                  |  |  |                   |                   |                   |                   |                   |                   |  |  |                                |                                |                                |                                |                                |                                |  |  |                                  |                                  |                                  |                                  |                                  |                                  |  |  |                                |                                |                                |                                |                                |                                |  |  |                              |                              |                              |                              |                              |                              |
|                  |                  |                  |                  |                  |                  |  |  |                   |                   |                   |                   |                   |                   |  |  |                                |                                |                                |                                |                                |                                |  |  |                                  |                                  |                                  |                                  |                                  |                                  |  |  |                                |                                |                                |                                |                                |                                |  |  |                              |                              |                              |                              |                              |                              |
| Алексей Боярский | Алексей Боярский | Алексей Боярский | Алексей Боярский | Алексей Боярский | Алексей Боярский |  |  | Павел Боярский    | Павел Боярский    | Павел Боярский    | Павел Боярский    | Павел Боярский    | Павел Боярский    |  |  | Сергей Боярский (1916—1976)    | Сергей Боярский (1916—1976)    | Сергей Боярский (1916—1976)    | Сергей Боярский (1916—1976)    | Сергей Боярский (1916—1976)    | Сергей Боярский (1916—1976)    |  |  | Екатерина Мелентьева (1920—1992) | Екатерина Мелентьева (1920—1992) | Екатерина Мелентьева (1920—1992) | Екатерина Мелентьева (1920—1992) | Екатерина Мелентьева (1920—1992) | Екатерина Мелентьева (1920—1992) |  |  | Николай Боярский (1922—1988)   | Николай Боярский (1922—1988)   | Николай Боярский (1922—1988)   | Николай Боярский (1922—1988)   | Николай Боярский (1922—1988)   | Николай Боярский (1922—1988)   |  |  | Лидия Штыкан (1922—1982)     | Лидия Штыкан (1922—1982)     | Лидия Штыкан (1922—1982)     | Лидия Штыкан (1922—1982)     | Лидия Штыкан (1922—1982)     | Лидия Штыкан (1922—1982)     |
| Алексей Боярский | Алексей Боярский | Алексей Боярский | Алексей Боярский | Алексей Боярский | Алексей Боярский |  |  | Павел Боярский    | Павел Боярский    | Павел Боярский    | Павел Боярский    | Павел Боярский    | Павел Боярский    |  |  | Сергей Боярский (1916—1976)    | Сергей Боярский (1916—1976)    | Сергей Боярский (1916—1976)    | Сергей Боярский (1916—1976)    | Сергей Боярский (1916—1976)    | Сергей Боярский (1916—1976)    |  |  | Екатерина Мелентьева (1920—1992) | Екатерина Мелентьева (1920—1992) | Екатерина Мелентьева (1920—1992) | Екатерина Мелентьева (1920—1992) | Екатерина Мелентьева (1920—1992) | Екатерина Мелентьева (1920—1992) |  |  | Николай Боярский (1922—1988)   | Николай Боярский (1922—1988)   | Николай Боярский (1922—1988)   | Николай Боярский (1922—1988)   | Николай Боярский (1922—1988)   | Николай Боярский (1922—1988)   |  |  | Лидия Штыкан (1922—1982)     | Лидия Штыкан (1922—1982)     | Лидия Штыкан (1922—1982)     | Лидия Штыкан (1922—1982)     | Лидия Штыкан (1922—1982)     | Лидия Штыкан (1922—1982)     |
|                  |                  |                  |                  |                  |                  |  |  |                   |                   |                   |                   |                   |                   |  |  |                                |                                |                                |                                |                                |                                |  |  |                                  |                                  |                                  |                                  |                                  |                                  |  |  |                                |                                |                                |                                |                                |                                |  |  |                              |                              |                              |                              |                              |                              |
|                  |                  |                  |                  |                  |                  |  |  |                   |                   |                   |                   |                   |                   |  |  |                                |                                |                                |                                |                                |                                |  |  |                                  |                                  |                                  |                                  |                                  |                                  |  |  |                                |                                |                                |                                |                                |                                |  |  |                              |                              |                              |                              |                              |                              |
|                  |                  |                  |                  |                  |                  |  |  | Ольга Разумовская | Ольга Разумовская | Ольга Разумовская | Ольга Разумовская | Ольга Разумовская | Ольга Разумовская |  |  | Александр Боярский (1938—1980) | Александр Боярский (1938—1980) | Александр Боярский (1938—1980) | Александр Боярский (1938—1980) | Александр Боярский (1938—1980) | Александр Боярский (1938—1980) |  |  | Михаил Боярский (род. 1949)      | Михаил Боярский (род. 1949)      | Михаил Боярский (род. 1949)      | Михаил Боярский (род. 1949)      | Михаил Боярский (род. 1949)      | Михаил Боярский (род. 1949)      |  |  | Лариса Луппиан (род. 1953)     | Лариса Луппиан (род. 1953)     | Лариса Луппиан (род. 1953)     | Лариса Луппиан (род. 1953)     | Лариса Луппиан (род. 1953)     | Лариса Луппиан (род. 1953)     |  |  | Екатерина Боярская           | Екатерина Боярская           | Екатерина Боярская           | Екатерина Боярская           | Екатерина Боярская           | Екатерина Боярская           |
|                  |                  |                  |                  |                  |                  |  |  | Ольга Разумовская | Ольга Разумовская | Ольга Разумовская | Ольга Разумовская | Ольга Разумовская | Ольга Разумовская |  |  | Александр Боярский (1938—1980) | Александр Боярский (1938—1980) | Александр Боярский (1938—1980) | Александр Боярский (1938—1980) | Александр Боярский (1938—1980) | Александр Боярский (1938—1980) |  |  | Михаил Боярский (род. 1949)      | Михаил Боярский (род. 1949)      | Михаил Боярский (род. 1949)      | Михаил Боярский (род. 1949)      | Михаил Боярский (род. 1949)      | Михаил Боярский (род. 1949)      |  |  | Лариса Луппиан (род. 1953)     | Лариса Луппиан (род. 1953)     | Лариса Луппиан (род. 1953)     | Лариса Луппиан (род. 1953)     | Лариса Луппиан (род. 1953)     | Лариса Луппиан (род. 1953)     |  |  | Екатерина Боярская           | Екатерина Боярская           | Екатерина Боярская           | Екатерина Боярская           | Екатерина Боярская           | Екатерина Боярская           |
|                  |                  |                  |                  |                  |                  |  |  |                   |                   |                   |                   |                   |                   |  |  |                                |                                |                                |                                |                                |                                |  |  |                                  |                                  |                                  |                                  |                                  |                                  |  |  |                                |                                |                                |                                |                                |                                |  |  |                              |                              |                              |                              |                              |                              |
|                  |                  |                  |                  |                  |                  |  |  |                   |                   |                   |                   |                   |                   |  |  |                                |                                |                                |                                |                                |                                |  |  |                                  |                                  |                                  |                                  |                                  |                                  |  |  |                                |                                |                                |                                |                                |                                |  |  |                              |                              |                              |                              |                              |                              |
|                  |                  |                  |                  |                  |                  |  |  |                   |                   |                   |                   |                   |                   |  |  | Екатерина Боярская (род. 1978) | Екатерина Боярская (род. 1978) | Екатерина Боярская (род. 1978) | Екатерина Боярская (род. 1978) | Екатерина Боярская (род. 1978) | Екатерина Боярская (род. 1978) |  |  | Сергей Боярский (род. 1980)      | Сергей Боярский (род. 1980)      | Сергей Боярский (род. 1980)      | Сергей Боярский (род. 1980)      | Сергей Боярский (род. 1980)      | Сергей Боярский (род. 1980)      |  |  | Елизавета Боярская (род. 1985) | Елизавета Боярская (род. 1985) | Елизавета Боярская (род. 1985) | Елизавета Боярская (род. 1985) | Елизавета Боярская (род. 1985) | Елизавета Боярская (род. 1985) |  |  | Максим Матвеев (род. 1982)   | Максим Матвеев (род. 1982)   | Максим Матвеев (род. 1982)   | Максим Матвеев (род. 1982)   | Максим Матвеев (род. 1982)   | Максим Матвеев (род. 1982)   |
|                  |                  |                  |                  |                  |                  |  |  |                   |                   |                   |                   |                   |                   |  |  | Екатерина Боярская (род. 1978) | Екатерина Боярская (род. 1978) | Екатерина Боярская (род. 1978) | Екатерина Боярская (род. 1978) | Екатерина Боярская (род. 1978) | Екатерина Боярская (род. 1978) |  |  | Сергей Боярский (род. 1980)      | Сергей Боярский (род. 1980)      | Сергей Боярский (род. 1980)      | Сергей Боярский (род. 1980)      | Сергей Боярский (род. 1980)      | Сергей Боярский (род. 1980)      |  |  | Елизавета Боярская (род. 1985) | Елизавета Боярская (род. 1985) | Елизавета Боярская (род. 1985) | Елизавета Боярская (род. 1985) | Елизавета Боярская (род. 1985) | Елизавета Боярская (род. 1985) |  |  | Максим Матвеев (род. 1982)   | Максим Матвеев (род. 1982)   | Максим Матвеев (род. 1982)   | Максим Матвеев (род. 1982)   | Максим Матвеев (род. 1982)   | Максим Матвеев (род. 1982)   |
|                  |                  |                  |                  |                  |                  |  |  |                   |                   |                   |                   |                   |                   |  |  |                                |                                |                                |                                |                                |                                |  |  |                                  |                                  |                                  |                                  |                                  |                                  |  |  |                                |                                |                                |                                |                                |                                |  |  |                              |                              |                              |                              |                              |                              |
|                  |                  |                  |                  |                  |                  |  |  |                   |                   |                   |                   |                   |                   |  |  |                                |                                |                                |                                |                                |                                |  |  |                                  |                                  |                                  |                                  |                                  |                                  |  |  |                                |                                |                                |                                |                                |                                |  |  |                              |                              |                              |                              |                              |                              |
|                  |                  |                  |                  |                  |                  |  |  |                   |                   |                   |                   |                   |                   |  |  | Екатерина Боярская (род. 1998) | Екатерина Боярская (род. 1998) | Екатерина Боярская (род. 1998) | Екатерина Боярская (род. 1998) | Екатерина Боярская (род. 1998) | Екатерина Боярская (род. 1998) |  |  | Александра Боярская (род. 2008)  | Александра Боярская (род. 2008)  | Александра Боярская (род. 2008)  | Александра Боярская (род. 2008)  | Александра Боярская (род. 2008)  | Александра Боярская (род. 2008)  |  |  | Андрей Матвеев (род. 2012)     | Андрей Матвеев (род. 2012)     | Андрей Матвеев (род. 2012)     | Андрей Матвеев (род. 2012)     | Андрей Матвеев (род. 2012)     | Андрей Матвеев (род. 2012)     |  |  | Григорий Матвеев (род. 2018) | Григорий Матвеев (род. 2018) | Григорий Матвеев (род. 2018) | Григорий Матвеев (род. 2018) | Григорий Матвеев (род. 2018) | Григорий Матвеев (род. 2018) |

## Признание и награды
- Заслуженная артистка РСФСР (1984)
- Народный артист Российской Федерации (1999)[3]

## Творчество

### Роли в театре

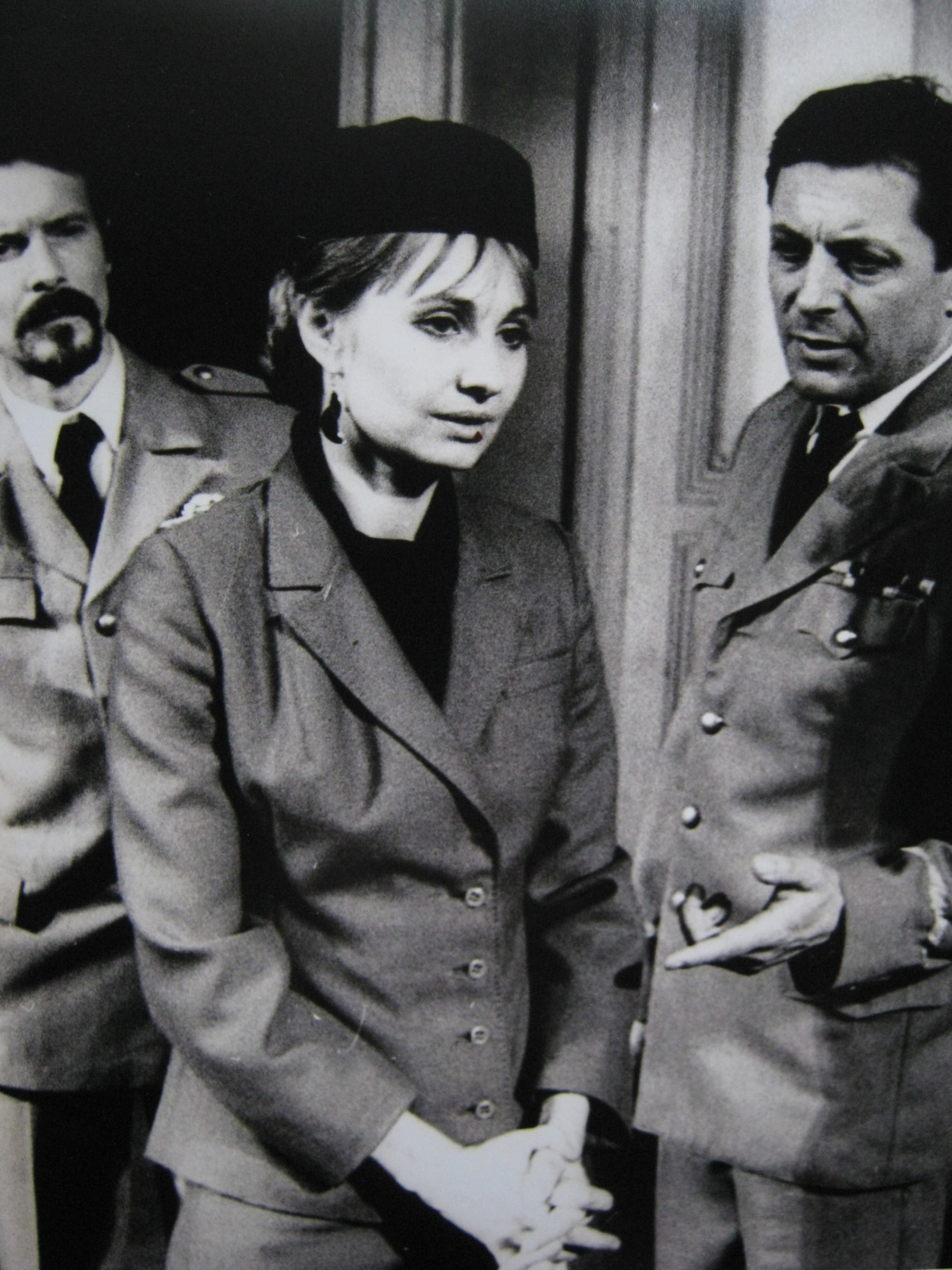
Сцена из спектакля «Процесс» Ленинградского театра им. Ленинского комсомола. В роли Реднитца Юрий Затравкин, в роли Ирен Гофман Лариса Луппиан, в роли Лоусона Владимир Тыкке, 1987

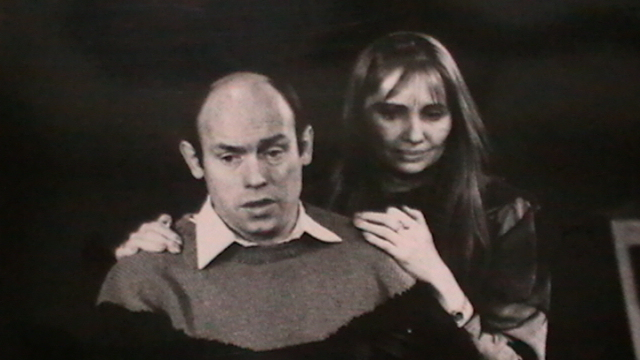
Репетиция спектакля Дракон театр Ленинградский Ленком в роли Кота В. Сухоруков в роли Эльзы Л. Луппиан, 1988

- Малыш и Карлсон, который живёт на крыше (Бетан)
- Левша (Блоха, Мурышкина, Королева)
- Двери хлопают (Даниэль)
- Старший сын (Нина)
- Как нарисовать птицу
- Трубадур и его друзья (Принцесса)
- Прошлым летом в Чулимске (Валентина)
- Снежная королева (Герда)
- Укрощение строптивой (Бьянка)
- Спешите делать добро (Оля)
- Победительница (Зоя, Дашенька)
- Трёхгрошовая опера (Полли Пичем)
- Человек и джентльмен (Виола)
- Газовый свет (миссис Мэнингем)
- Завтра была война (Валентина Андроновна)
- Коварство и любовь (Леди Милфорд)
- Таланты и поклонники (Смельская)
- Ты и только ты (Анни)
- Лицо (Оттилия Эгерман)
- Маленькая девочка (Ольга Сомова)
- Прекрасное воскресенье для пикника (Элина)
- Процесс (Ирен Гофман)
- Дракон» (Эльза)
- Женитьба Белугина» (Елена)
- 1985 — Овод по мотивам романа Этель Лилиан Войнич. Режиссёр: Геннадий Егоров — Джемма
- Группа (Нина)
- Интимная жизнь (Аманда)
- Кто боится Вирджинии Вульф? (Марта)
- Смешанные чувства (Кристина Миллер)
- Трамвай Желание (Бланш)
- Фредерик, или Бульвар преступлений (Жорж)
- На всякого мудреца довольно простоты (Софья Игнатьевна Трусина)
- Заповедник (Виктория Альбертовна)
- NIGHT AND DAY (Жанна)
- Лес (Раиса Павловна Гурмыжская)

### Роли в кино
- 1962 — Ты не сирота — Дзидра, приёмная дочь
- 1974 — Лишний день в июне (телеспектакль)
- 1979 — Поздняя встреча («Срочно требуются седые волосы») — Наташа Проскурова, молодая ленинградская актриса театра и кино
- 1984 — Букет мимозы и другие цветы — Алёна
- 1987 — Мой боевой расчёт
- 1992 — Мушкетёры двадцать лет спустя — монахиня
- 1994 — Глухарь
- 1999 — Плачу вперёд! — Полина Аметистова
- 2002 — Интимная жизнь — Аманда
- 2004 — Улицы разбитых фонарей-6 — Зеленина
- 2005 — Тайны следствия — Полянская, жена Калабанова
- 2005 — Своя чужая жизнь — Ирина Владимировна, хозяйка ресторана «Византия»
- 2006—2007 — Гончие — следователь Чулкова
- 2007 — Ирония судьбы. Продолжение — регистратор в аэропорту
- 2009 — Слово женщине (сериал)
- 2009 — Браво, Лауренсия!

### Озвучивание
- 2003 — 101 далматинец 2: Приключения Патча в Лондоне — Пэдди

### Работа на телевидении
- Автор и ведущая программы «Театральный бинокль».